# Zeekatten (inktvissen)
De zeekatten of sepia's (Sepiida) zijn een orde van weekdieren die behoort tot de inktvissen. Een bekende soort is de gewone zeekat (Sepia officinalis). Sepia is ook de naam van een kleurstof die gewonnen wordt uit dit dier.

## Kenmerken
Zeekatten hebben een platte inwendige schelp en een kort, breed lichaam met acht korte armen en twee veel langere tentakels. Mannetjes worden niet ouder dan 2 tot 3 jaar. Het vrouwtje leeft zelfs maar één jaar.
Tussen hun acht gewone armen zitten twee langere vangtentakels, die alleen te zien zijn als de zeekat een prooi grijpt. De prooi wordt doorgebeten door middel van een snavelvormige bek, die tussen de armen ligt. Een sepia heeft pigmentcellen in zijn huid zitten, waarmee hij van kleur kan veranderen en zijn uiterlijk aan de omgeving kan aanpassen. Bovendien is de zeekat in staat de vorm van zijn huid te veranderen. Ze kunnen stekels en tentakels vormen om beter op te gaan in hun omgeving. Het zijn ware meesters in mimicry, maar tijdens de paring verschieten ze snel van kleur.
Een zeekat heeft geen botten, alleen een interne schelp. Deze schelp, gewoonlijk zeeschuim genoemd, spoelt in de zomer volop aan op de Nederlandse en Belgische stranden. Tevens bezit het dier een sifo voor de voortbeweging: het water wordt opgezogen in de mantelholte en met een krachtige straal naar buiten gespoten.

## Leefwijze
Sepia's zijn echte nachtdieren, die 's nachts jagen op krabben en garnalen, hun hoofdvoedsel. De zeekat vangt zijn voedsel op een zeer speciale manier. Hij zwemt langzaam over de zeebodem, terwijl hij waterstraaltjes blaast over het zand, met de bedoeling om prooidieren als garnaaltjes en jonge vis op te schrikken. De opgeschrokken prooidieren worden met de vangarmen bliksemsnel gegrepen vooraleer ze zich opnieuw kunnen ingraven. Ze worden dan vervolgens naar de snavelachtige bek gebracht.

## Vijanden
Sepia's worden bejaagd door onder meer roggen, haaien, andere roofvissen, dolfijnen en zeehonden.

## Voortplanting
In het voorjaar trekken zeekatten massaal naar hun geboortegrond om daar naar een partner voor de paring te zoeken. Na de paring blijft het mannetje bij het vrouwtje om te voorkomen dat ze nog met andere mannetjes paart en ervoor te zorgen dat zij haar eitjes veilig af kan zetten. Dit kan wel een volle dag duren. Om de eieren af te zetten worden vaak oude visnetten gebruikt, maar ook stokken en takken voldoen. Door de inkt zijn de eitjes zwart. Het kan voorkomen dat de laatste eitjes wit zijn, omdat de inkt opraakt.
Na het afzetten van de 200 tot 300 eieren trekt het mannetje terug naar warmere wateren. De vrouwelijke sepia's sterven meestal vrij kort na de eiafzetting. Het duurt dan nog ongeveer acht weken voordat de jongen uit de eieren komen. Deze jongen zijn dan ongeveer 1 cm groot, maar al een exacte kopie van hun ouders en ze kunnen dus ook al inkt spuiten en van kleur veranderen. Het eerste wat de jongen doen als ze uit het ei komen, is een beschut plekje in het zand zoeken om zich in te graven. De jongen blijven nog enige tijd in de buurt van hun geboortegrond, totdat ze wat groter zijn. Dan vertrekken ze naar de open zee om verder op te groeien.

## Verspreiding en leefgebied
Zeekatten leven vooral in de ondiepe zee, ofschoon bekend is dat ze tot een diepte van 600 m voorkomen. Ze leven langs de kusten van Oost- en Zuid-Azië, West-Europa en de Middellandse Zee, alsook de kusten van Afrika en Australië, maar ontbreken in Noord- en Zuid-Amerika. De gewone zeekat is een veelvoorkomend dier aan de Nederlandse en Belgische kust, vooral in de open wateren als Noordzee en Oosterschelde. Het is een eetbare soort, die vooral in de streken rond de Atlantische Oceaan en de Middellandse Zee wordt gevist en gegeten.

## Zeeschuim
De poreuze inwendige schelp van zeekatten, zeeschuim of Ossa sepia genoemd, bestaat uit aragoniet en is opgebouwd uit vele aparte cellen of kamertjes. De schelp geeft niet alleen stevigheid, maar werkt ook als een 'zwemblaas' waarmee het drijfvermogen geregeld kan worden. Aangespoeld zeeschuim wordt vanwege de rijkdom aan kalk graag door vogels gegeten. Het is in de handel verkrijgbaar ten behoeve van kooivogels.

## Taxonomie
De volgende taxa zijn bij de zeekatten ingedeeld:
- Onderorde Sepiina
  - Superfamilie Sepioidea
    - Familie Belosepiidae †
    - Familie Sepiidae Leach, 1817

  - Superfamilie Vasseurioidea †
    - Familie Belosepiellidae †
    - Familie Vasseuriidae †
- Onderorde Sepiolina
  - Superfamilie Sepioloidea Leach, 1817
    - Familie Sepiadariidae Fischer, 1882
    - Familie Sepiolidae Leach, 1817

## Zie ook

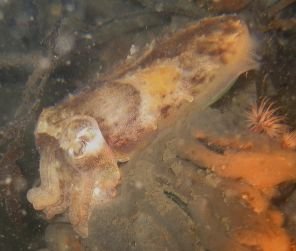
Jonge zeekat
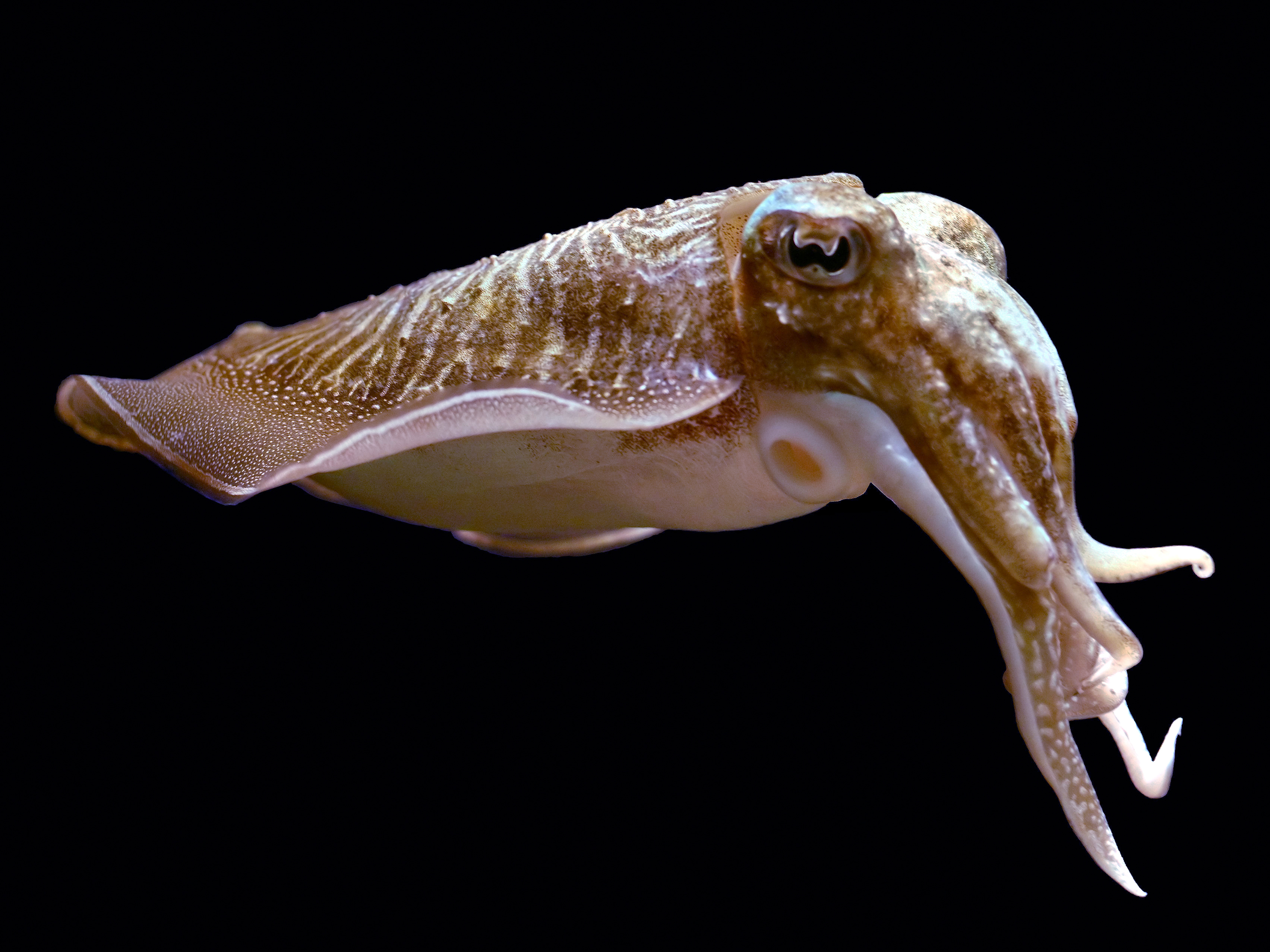

### Synoniemen
- Onderorde Sepiolida → Sepiolina